# Kim Ju-song
Kim Ju-song est un footballeur international nord-coréen, évoluant au poste d'attaquant au sein du club d'April 25 SC.

## Biographie
En 2011, le jeune attaquant formé au club d'April 25 SC fait partie du groupe des 21 Nord-Coréens qualifiés pour la phase finale de la Coupe du monde des moins de 20 ans, organisée en Colombie. Le parcours des jeunes Asiatiques va s'achever dès le premier tour, terminé sans aucune victoire ni même de but marqué, dans une poule relevée qui compte également l'Argentine, le Mexique et l'Angleterre.
Kim est appelé par le sélectionneur Yun Jong-su pour participer à la phase finale de l'AFC Challenge Cup 2012, dont les Nord-Coréens sont tenants du titre, après leur succès en 2010. Le 11 mars 2012, il honore sa première sélection en équipe A en rentrant durant le match de poule face au Tadjikistan. Sans jamais être titulaire, il participe à trois autres rencontres : lors du large succès (4-0) des Chollimas face à l'Inde puis en demi-finale contre la sélection palestinienne et enfin en finale contre le Turkménistan.
La même année, il continue à évoluer avec la sélection U19 nord-coréenne, engagée dans la Coupe d'Asie de sa catégorie. Malgré un but marqué lors du large succès face aux jeunes Vietnamiens (5-0), la Corée du Nord ne termine qu'à la troisième place de sa poule de qualification, un résultat insuffisant pour espérer participer à la phase finale de la compétition.

## Palmarès
- Vainqueur de l'AFC Challenge Cup 2012 avec la Corée du Nord